# بازگشت به ۱۹۴۲
بازگشت به ۱۹۴۲ فیلمی در ژانر جنگی و درام است که در سال ۲۰۱۲ منتشر شد. از بازیگران آن می‌توان به تیم رابینز و آدرین برودی اشاره کرد.

## خلاصه فیلم
داستان فیلم درباره خشکسالی ۱۹۴۲ و جنگ چین علیه ژاپن می‌باشد که تلفات زیادی برجای می‌گذارد و....